# Leksands-Gråda
Leksands-Gråda, eller oftast bara kallad Gråda, är en by i Leksands kommun, belägen omkring 20 kilometer söder om Leksands-Noret, på gränsen mot Gagnefs socken. På andra sidan Dalälven ligger en by med samma namn, som för att skilja den från Leksands-Gråda kallas Gangsgrådan.
Åke Hyenstrand har antagit att byn har kontinuitet ända sedan järnåldern. Läget intill älven hör till de första som bör ha koloniserats. I samband med kanalgrävning förbi fallen vid Gråda 1825 påträffades två knippor ämnesjärn av forntida modell om 60-70 järn vardera och en halv svärdsklinga. Endast en av ämnesjärnen återstår idag.
Gråda har dock inte påträffats i skattlängningen 1539. En skattebonde med ortsangivelsen "Grada" finns dock, som möjligen kan syfta på Gråda. År 1571 upptas 4 bönder, och i mantalslängden 1668 upptas 6 gårdar. På karta från samma år anges 5 gårdstecken i Gråda. I samband med fäbodinventeringen 1663-64 har 4 namngivninga brukar del i Gyllingberget, som redan 1622 omtalad som Grådas fäbodar.
1766 fanns 15 hushåll i byn, och 1830 17 stycken. Storskifteskartan från 1820-talet har 17 gårdar inritade på samma läge de ännu har idag. Nya gårdar tillkom dock, 1856 fanns här 20 gårdar, och 1896 var antalet 24.
I syndöstradelen av byn fortsatte byvägen ned till älven strax ovanför Gangsgrådan. Här var Gråda båtstad eller "Båtgropa" belägen, och här skedde överskeppningen till Gagnefssidan.
Vid Grådaforsen, där idag det 1951 byggda Gråda kraftverk ligger, fanns tidigare en mängd skvaltkvarnar, 1765 uppges 25 stycken. Mot slutet av 1800-talet fick de förfalla och 1920 var alla kvarnar borta.
Uppe på Grådaberget finns ett större stenblock som brukats som offersten. Närmare älven vid Nordiänget finns Annikas källa, som använts som trefaldighetskälla. På norrsidan av Grådaberget mot Svartån finns även ett flyttblock, som sades röra sig ett helt varv, när klockklangen ljöd samtidigt från Djura, Gagnefs och Åls kyrkor.
Byn är klassificerad som ett riksintresse för kulturmiljövård.